# کلی سنتر (کانزاس)
کلی سنتر (به انگلیسی: Clay Center) شهری در ایالت کانزاس کشور ایالات متحده آمریکا است که جمعیت آن در سرشماری سال ۲۰۱۰ میلادی، ۴٬۳۳۴ نفر بوده‌است.